# Liste der Bodendenkmäler in Duggendorf
Auf dieser Seite sind die Bodendenkmäler in der Oberpfälzer Gemeinde Duggendorf zusammengestellt. Diese Tabelle ist eine Teilliste der Liste der Bodendenkmäler in Bayern. Grundlage ist die Bayerische Denkmalliste, die auf Basis des Bayerischen Denkmalschutzgesetzes vom 1. Oktober 1973 erstmals erstellt wurde und seither durch das Bayerische Landesamt für Denkmalpflege geführt wird. Die folgenden Angaben ersetzen nicht die rechtsverbindliche Auskunft der Denkmalschutzbehörde.

## Bodendenkmäler in Duggendorf
| Lage       | Objekt | Akten-Nr.     | Bild |
| ---------- | --- | ------------- | ---- |
| (Standort) | Bestattungsplatz der Bronzezeit mit verebneten Grabhügeln. | D-3-6837-0013 |      |
| (Standort) | Vorgeschichtlicher Bestattungsplatz mit Grabhügeln. | D-3-6837-0016 |      |
| (Standort) | Neuzeitlicher Bestattungsplatz (Pestfriedhof). | D-3-6837-0033 |      |
| (Standort) | Bronzezeitliche Siedlung. | D-3-6837-0038 |      |
| (Standort) | Vorgeschichtlicher Bestattungsplatz mit Grabhügeln. | D-3-6837-0049 |      |
| (Standort) | Vorgeschichtliches Grabhügelfeld. | D-3-6837-0050 |      |
| (Standort) | Mesolithische Freilandstation. | D-3-6837-0051 |      |
| (Standort) | Vorgeschichtlicher Bestattungsplatz mit Grabhügeln. | D-3-6837-0052 |      |
| (Standort) | Vorgeschichtlicher Bestattungsplatz mit Grabhügeln. | D-3-6837-0053 |      |
| (Standort) | Mesolithische Freilandstation. | D-3-6837-0055 |      |
| (Standort) | Vorgeschichtliche Grabhügelgruppe | D-3-6837-0056 |      |
| (Standort) | Vorgeschichtliche Grabhügelgruppe. | D-3-6837-0057 |      |
| (Standort) | Steinzeitliche und frühmittelalterliche Siedlung. | D-3-6837-0059 |      |
| (Standort) | Mesolithische Freilandstation, latènezeitliche Siedlung. | D-3-6837-0060 |      |
| (Standort) | Siedlungen der Jungsteinzeit, der Latènezeit und des Früh- bis Hochmittelalters. | D-3-6837-0061 |      |
| (Standort) | Frühmittelalterliches Reihengräberfeld. | D-3-6837-0062 |      |
| (Standort) | Steinzeitliche, frühbronzezeitliche, spätlatènezeitliche und frühmittelalterliche Siedlung, frühmittelalterliches Reihengräberfeld. | D-3-6837-0063 |      |
| (Standort) | Steinzeitliche, metallzeitliche und früh- bis hochmittelalterliche Siedlung. | D-3-6837-0064 |      |
| (Standort) | Endpaläolithische und mesolithische Freilandstation, Siedlung der Bronzezeit, der Spätlatènezeit, der späten römischen Kaiserzeit (Typus Friedenhain), des Frühmittelalters und des frühen Hochmittelalters, frühmittelalterliches Reihengräberfeld.                                                                                       | D-3-6837-0065 |      |
| (Standort) | Mesolithische Freilandstation, Siedlung der Urnenfelderzeit, der Hallstattzeit, der Frühlatenezeit und des frühen Hochmittelalters, frühmittelalterliches Reihengräberfeld. | D-3-6837-0067 |      |
| (Standort) | Vorgeschichtliche Siedlung, Bestattungsplatz vor- und frühgeschichtlicher Zeitstellung oder des frühen Mittelalters. | D-3-6837-0068 |      |
| (Standort) | Latènezeitliche Siedlung. | D-3-6837-0069 |      |
| (Standort) | Vorgeschichtlicher Bestattungsplatz mit verebneten Grabhügeln. | D-3-6837-0070 |      |
| (Standort) | Siedlung der Latènezeit. | D-3-6837-0071 |      |
| (Standort) | Bestattungsplatz des Frühmittelalters. | D-3-6837-0079 |      |
| (Standort) | Mesolithische Freilandstation, neolithische, latènezeitliche und frühmittelalterliche Siedlung. | D-3-6837-0089 |      |
| (Standort) | Mesolithische Freilandstation, Siedlung des Spätneolithikums (wohl der Altheimer Kultur), der Bronzezeit sowie der Früh- und Spätlatènezeit. | D-3-6837-0090 |      |
| (Standort) | Endpaläolithische Freilandstation, latènezeitliche und früh- bis hochmittelalterliche Befunde. | D-3-6837-0091 |      |
| (Standort) | Endpaläolithische und mesolithische Freilandstation. | D-3-6837-0092 |      |
| (Standort) | Mersolithische Freilandstation, vorgeschichtliche Siedlung, mittelalterliche bzw. neuzeitliche Wüstung „Ohrenhof“. | D-3-6837-0093 |      |
| (Standort) | Endpaläolithische/mesolithische Freilandstation, metallzeitliche, hallstattzeitliche und früh- bis spätmittelalterliche Siedlung. | D-3-6837-0094 |      |
| (Standort) | Verebnete vorgeschichtliche Grabhügelgruppe. | D-3-6837-0095 |      |
| (Standort) | Vorgeschichtliche Siedlung. | D-3-6837-0096 |      |
| (Standort) | Vorgeschichtliche Siedlung. | D-3-6837-0100 |      |
| (Standort) | Steinzeitliche und latènezeitliche Siedlung. | D-3-6837-0101 |      |
| (Standort) | Mesolithische Freilandstation, vorgeschichtliche und latènezeitliche Siedlung. | D-3-6837-0102 |      |
| (Standort) | Vorgeschichtliche Siedlung. | D-3-6837-0103 |      |
| (Standort) | Mesolithische Freilandstation, Siedlung vor- und frühgeschichtlicher Zeitstellung. | D-3-6837-0104 |      |
| (Standort) | Vorgeschichtliche Siedlung. | D-3-6837-0105 |      |
| (Standort) | Steinzeitliche und latènezeitliche Siedlung. | D-3-6837-0106 |      |
| (Standort) | Vorgeschichtliche Grabhügelgruppe. | D-3-6837-0107 |      |
| (Standort) | Vorgeschichtliche Grabhügelgruppe. | D-3-6837-0108 |      |
| (Standort) | Steinzeitliche und latènezeitliche Siedlung. | D-3-6837-0109 |      |
| (Standort) | Frühmittelalterliches Reihengräberfeld. | D-3-6837-0113 |      |
| (Standort) | Spätpaläolithische und mesolithische Freilandstation, Siedlungen der Urnenfelderzeit und der Latènezeit. | D-3-6837-0125 |      |
| (Standort) | Archäologische Befunde der frühen Neuzeit im Bereich der katholischen Filialkirche St. Sebastian in Hochdorf, darunter die Spuren von Vorgängerbauten bzw. älterer Bauphasen. | D-3-6837-0243 |      |
| (Standort) | Archäologische Befunde im Bereich des ehemaligen Hofmarksschlosses in Hochdorf, darunter die Spuren von Vorgängerbauten bzw. älterer Bauphasen. | D-3-6837-0244 |      |
| (Standort) | Archäologische Befunde des Mittelalters und der frühen Neuzeit im Bereich des ehemaligen Hofmarksschlosses und der katholischen Filialkirche St. Philipp und Jakob, ehemals Schlosskapelle, in Wischenhofen. | D-3-6837-0246 |      |
| (Standort) | Vorgeschichtliches Grabhügelfeld. | D-3-6837-0248 |      |
| (Standort) | Archäologische Befunde und Funde im Bereich des ehemaligen Hofmarks- bzw. Hammerschlosses und der katholischen Filialkirche St. Wolfgang, ehemals Schlosskapelle, in Heitzenhofen, darunter die Spuren einer älteren Bauphase bzw. eines Vorgängerbaus sowie eines abgegangenen spätmittelalterlichen bzw. frühneuzeitlichen Eisenhammers. | D-3-6837-0249 |      |
| (Standort) | Untertägige Befunde der abgegangenen mittelalterlichen und frühneuzeitliche Kirche von Auf’nberg. | D-3-6837-0253 |      |
| (Standort) | Archäologische Befunde des Mittelalters und der frühen Neuzeit im Bereich der katholischen Pfarrkirche Mariä Opferung in Duggendorf, darunter die Spuren von Vorgängerbauten bzw. älterer Bauphasen. | D-3-6837-0254 |      |
| (Standort) | Mittelalterlicher Bestattungsplatz. | D-3-6837-0287 |      |
| (Standort) | Vorgeschichtliche Grabhügelgruppe. | D-3-6937-0036 |      |
| (Standort) | Mittelalterlicher Burgstall „Lichtenroth“. | D-3-6937-0058 |      |